# Burglinde (Burg Kreuzen)

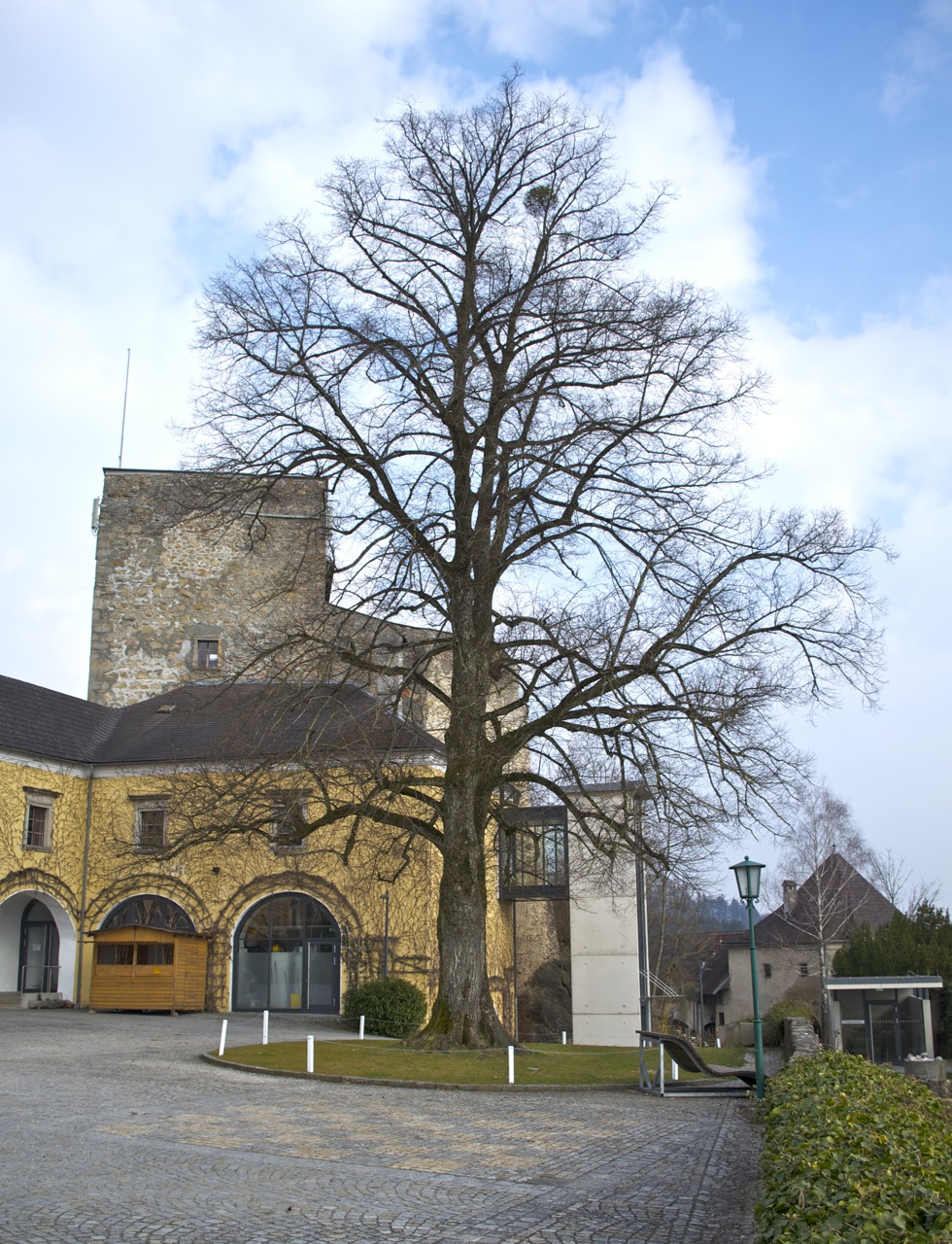
Die Burg-Linde

Die Burglinde ist eine Sommer-Linde (Tilia platyphyllos) im Burghof der Burg Kreuzen in der Marktgemeinde Bad Kreuzen.

## Beschreibung
Die Linde im Burghof der Burg Bad Kreuzen ist ein wesentlicher Bestandteil des gesamten Ensembles und wesentlicher Teil des Landschaftsbildes und ist im Naturschutzbuch des Landes Oberösterreich als Naturdenkmal ausgewiesen.